# 이상삼각형

이상오각형을 생성하는 푸앵카레 디스크 모델의 세 가지 이상삼각형

이상삼각형(理想三角形, Ideal triangle)은 쌍곡삼각형중 모든 꼭짓점이 이상점인 경우이다. 내각이 0도이며, 모든 변이 극한평행하다.
쌍곡기하학에서 이상삼각형은 3개의 꼭짓점이 모두 이상적인 점인 쌍곡삼각형이다. 이상적인 삼각형은 삼중점근삼각형이라고도 한다. 꼭짓점의 경우 이상꼭짓점이라고도 한다. 모든 이상삼각형은 합동이다.

## 특성
이상삼각형은 다음과 같은 특성을 갖는다.
- 모든 이상삼각형은 서로 합동이다.
- 이상삼각형의 내각은 모두 0이다.
- 이상삼각형은 둘레가 무한하다.
- 이상삼각형은 쌍곡선 기하학에서 가능한 가장 큰 삼각형이다.